# 木場

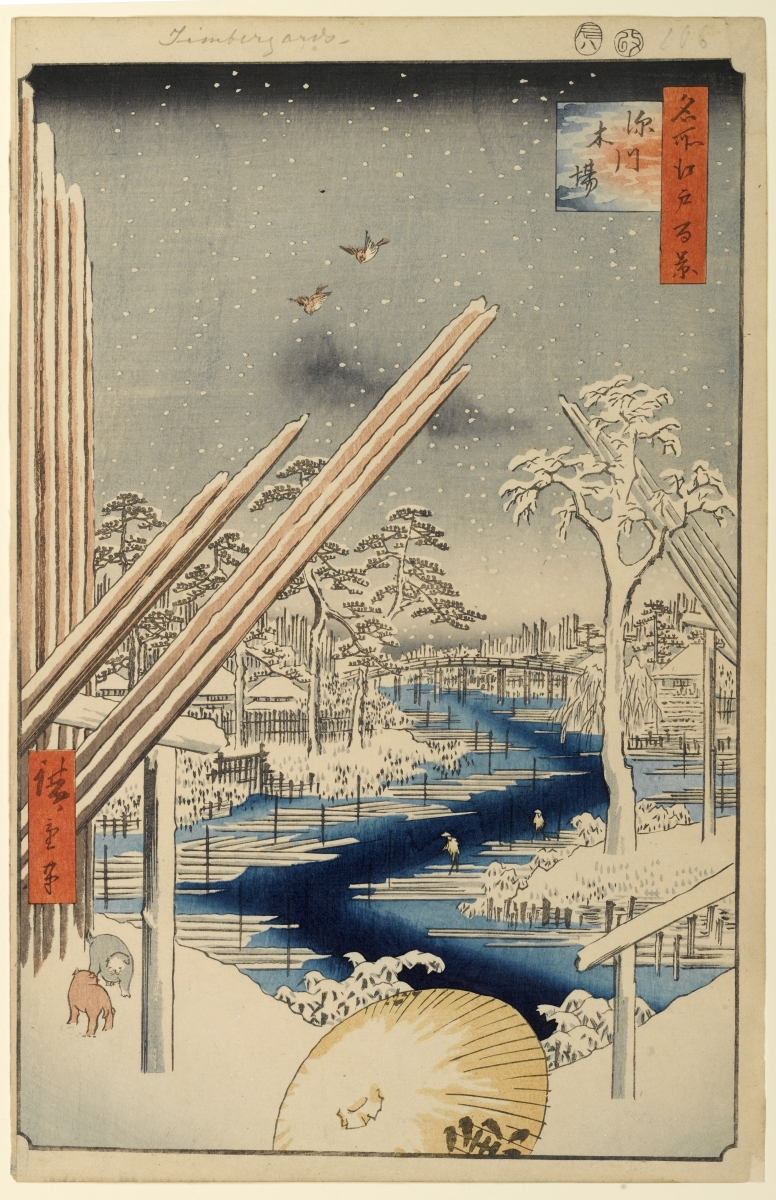
広重「名所江戸百景」より「深川木場」。元は地名通りの貯木場だった。

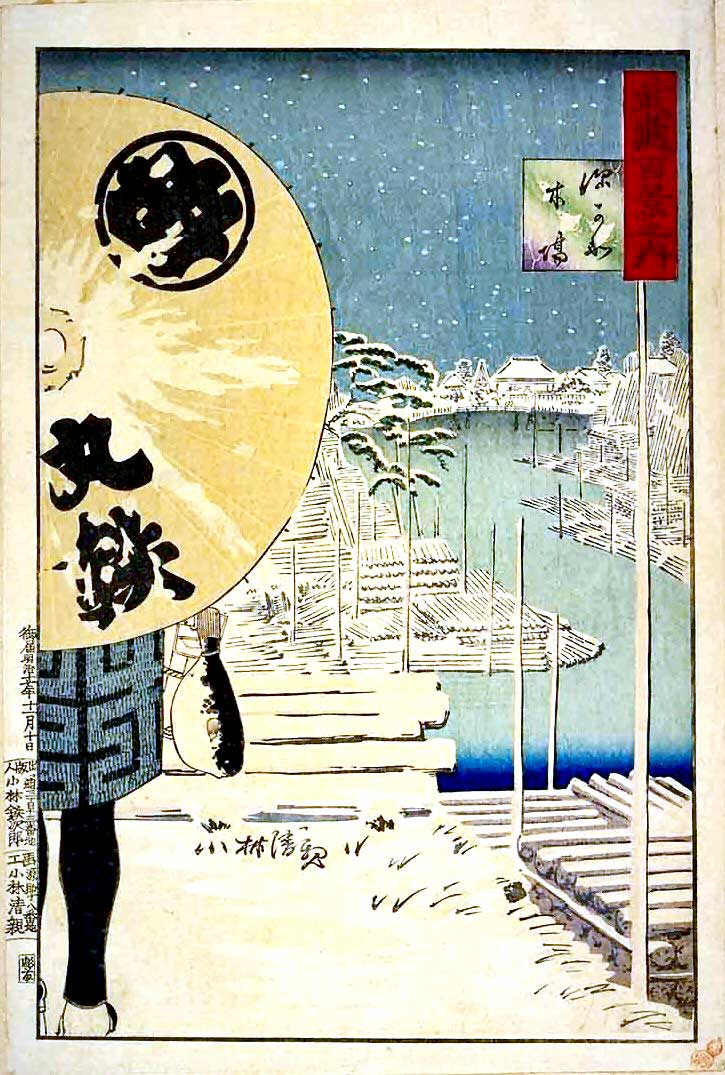
木場　明治時代

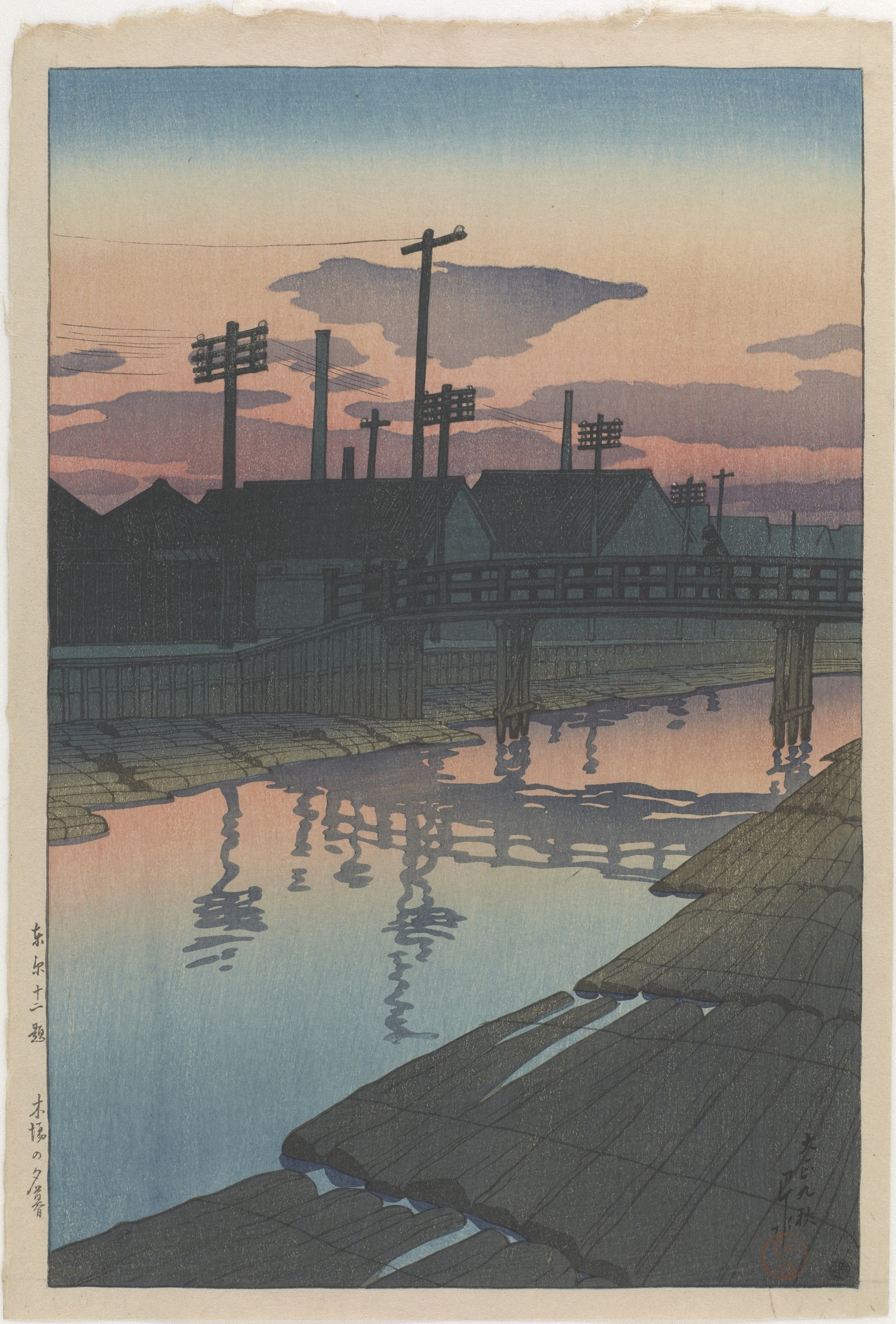
木場　大正時代

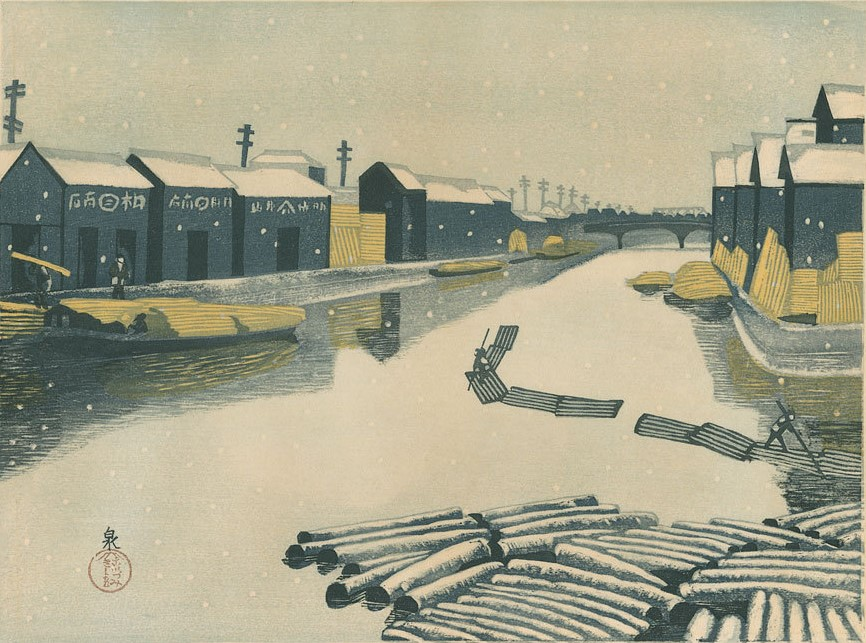
木場　昭和初期

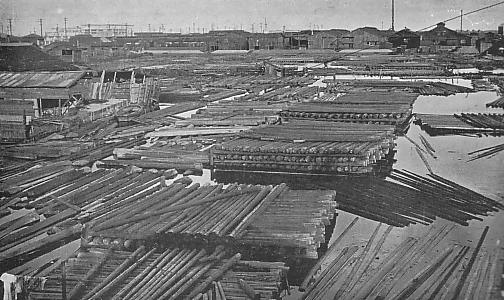
木場　1933年

木場（きば）は、東京都江東区の町名。現行行政地名は木場一丁目から木場六丁目。住居表示実施済区域。

## 歴史
江戸の材木商は日本橋付近に集まっていて材木河岸を形成していた。1657年の明暦の大火の被害が甚大であったことから幕府は神社仏閣や大名屋敷などを郊外に移転させるなど江戸の町を大改造する計画を立てた。この中で材木河岸を墨田川の対岸にある深川に移転させることになり材木商たちに命令を下した。当時の日本では建築物はほぼ全て木造であり、橋や船、道具なども木でできていた。このため大量の木材を必要としており、材木商人たちの中には巨万の富を築いた者も多かったので深川の街は大変発展したという。
明治維新以降になると、木場の沖合いの埋め立てが進み、木場は内陸となり海が姿を消してしまった。
1910年（明治43年）8月には、明治43年の大水害に見舞われ、住戸が冠水した。
1915年（大正4年）7月23日、木材業者らが設立した木場銀行が破綻。木材商42業者が倒産した。
1969年（昭和44年）、沖合の埋立地に新しい貯木場、新木場が建設されたため、従来の貯木場は埋め立てられて跡地に木場公園が作られた。
木場公園内の池で、浮かべた木材に乗る伝統芸「木場の角乗（かくのり）」が貯木場としての歴史を現代に伝えている。

## 地理
深川地域内に当たる。北は仙台堀川で深川、平野と接する。東は東陽、南は汐浜運河で塩浜と、西は平久川で冬木、富岡、牡丹、古石場と接する。
木場公園が、木場・平野・三好にかけ広がる（公園の南半分が木場、北半分が平野、そして公園の北端にある東京都現代美術館が三好となる）。

### 地名の由来
木場とは元来、貯木場もしくは木材の切り出し場であり、それらに由来する地名は日本各地にある。以上の地名は海もしくは川沿いに面しており、これは木材を海路で運んだり、上流で切り出した木をそのまま川に流したためである。

### 商業施設
イトーヨーカドー木場店（2000年〈平成12年〉11月16日開店）などが入居する深川ギャザリアがある。2010年4月に完成した深川ギャザリアW2棟には、りそなホールディングス本店、東京本部、およびりそな銀行東京本部（東京営業部・不動産営業部（東京）と両営業部の口座勘定を除く）、埼玉りそな銀行東京本部が移転し、同年5月6日から営業を開始した。

### 地価
住宅地の地価は、2025年（令和7年）1月1日の公示地価によれば、木場3-3-9の地点で68万7000円/m2となっている。

## 世帯数と人口
2023年（令和5年）1月1日現在（東京都発表）の世帯数と人口は以下の通りである。なお、四丁目は人口が0人のため、省略とする。
| 丁目       | 世帯数    | 人口     |
| ---------- | --------- | -------- |
| 木場一丁目 | 99世帯    | 164人    |
| 木場二丁目 | 1,303世帯 | 2,026人  |
| 木場三丁目 | 1,935世帯 | 4,029人  |
| 木場五丁目 | 1,190世帯 | 1,803人  |
| 木場六丁目 | 1,697世帯 | 3,036人  |
| 計         | 6,224世帯 | 11,058人 |

### 人口の変遷
国勢調査による人口の推移。
| 年                 | 人口   |
| ------------------ | ------ |
| 1995年（平成7年）  | 7,264  |
| 2000年（平成12年） | 7,628  |
| 2005年（平成17年） | 8,176  |
| 2010年（平成22年） | 8,253  |
| 2015年（平成27年） | 10,356 |
| 2020年（令和2年）  | 11,195 |

### 世帯数の変遷
国勢調査による世帯数の推移。
| 年                 | 世帯数 |
| ------------------ | ------ |
| 1995年（平成7年）  | 3,345  |
| 2000年（平成12年） | 3,515  |
| 2005年（平成17年） | 3,894  |
| 2010年（平成22年） | 4,216  |
| 2015年（平成27年） | 5,686  |
| 2020年（令和2年）  | 6,101  |

## 学区
区立小・中学校に通う場合、学区は以下の通りとなる（2023年4月時点）。
| 丁目       | 番地            | 小学校             | 中学校                 |
| ---------- | --------------- | ------------------ | ---------------------- |
| 木場一丁目 | 全域            | 江東区立平久小学校 | 江東区立深川第八中学校 |
| 木場二丁目 | 1〜6番 20〜21番 | 江東区立平久小学校 | 江東区立東陽中学校     |
| 木場二丁目 | 7〜19番         | 江東区立数矢小学校 | 江東区立東陽中学校     |
| 木場三丁目 | 全域            | 江東区立数矢小学校 | 江東区立東陽中学校     |
| 木場四丁目 | 全域            | 江東区立数矢小学校 | 江東区立東陽中学校     |
| 木場五丁目 | 4～12番         | 江東区立数矢小学校 | 江東区立東陽中学校     |
| 木場五丁目 | 1〜3番          | 江東区立平久小学校 | 江東区立東陽中学校     |
| 木場六丁目 | 全域            | 江東区立平久小学校 | 江東区立深川第八中学校 |

## 事業所
2021年（令和3年）現在の経済センサス調査による事業所数と従業員数は以下の通りである。
| 丁目       | 事業所数  | 従業員数 |
| ---------- | --------- | -------- |
| 木場一丁目 | 156事業所 | 11,676人 |
| 木場二丁目 | 163事業所 | 4,553人  |
| 木場三丁目 | 63事業所  | 1,285人  |
| 木場四丁目 | 1事業所   | 5人      |
| 木場五丁目 | 149事業所 | 4,038人  |
| 木場六丁目 | 81事業所  | 1,037人  |
| 計         | 613事業所 | 22,594人 |

### 事業者数の変遷
経済センサスによる事業所数の推移。
| 年                 | 事業者数 |
| ------------------ | -------- |
| 2016年（平成28年） | 570      |
| 2021年（令和3年）  | 613      |

### 従業員数の変遷
経済センサスによる従業員数の推移。
| 年                 | 従業員数 |
| ------------------ | -------- |
| 2016年（平成28年） | 20,145   |
| 2021年（令和3年）  | 22,594   |

## 交通

### 鉄道
- 東京メトロ東西線 ○木場駅

### バス
都営バスが永代通り、三ツ目通りを中心に運行されている。全ての系統が木場駅前停留所を経由する。
- 業10系統 - 菊川駅・とうきょうスカイツリー駅方面／豊洲駅・新橋方面
- 東20系統 - 東京都現代美術館・錦糸町駅方面／門前仲町・東京駅丸の内北口方面
- 都07系統 - 東陽町駅・錦糸町駅方面（西大島駅経由）／門前仲町方面
- 東22系統 - 東陽町駅・錦糸町駅方面（住吉駅経由）／門前仲町・東京駅丸の内北口方面
- 木11系統 - 新木場駅・東京ヘリポート・若洲キャンプ場方面
- 門21系統 - 東陽町駅・東大島駅方面／門前仲町方面
- 江東区コミュニティバス「しおかぜ」 - 潮見駅・辰巳駅・枝川方面

### 道路

#### 一般道路
- 東京都道10号東京浦安線（永代通り）
- 東京都道319号環状三号線（三ツ目通り）
- 東京都道475号永代葛西橋線（葛西橋通り）

#### 高速道路
首都高速道路の出入口
- 首都高速9号深川線
  - 木場出入口
  - 塩浜入口

## 木場を舞台とする作品
- たんぽぽ (テレビドラマ)
- おまかせください
- とと姉ちゃん（NHK連続テレビ小説） - 2016年上半期に放送されたテレビドラマ。東京の主な舞台となっており、戦前の木場（貯木場）の活気ある風景が再現されている。

## その他

### 日本郵便
- 郵便番号 : 135-0042[3]（集配局 : 深川郵便局[20]）。

## 関連文献
- 斎藤幸雄「巻之七 揺光之部 深川木場」『江戸名所図会』 4巻、有朋堂書店、1927年、30-31頁。NDLJP:1174161/20。